# Condado de Castrojeriz
El condado de Castrojeriz (o Castrogeriz) es un título nobiliario español de carácter hereditario que hace referencia a la villa burgalesa de Castrojeriz. Fue concedido en primer lugar por Juan II a Diego Gómez de Sandoval y Rojas el 11 de abril de 1426 junto con la jurisdicción de otras trece villas, que habían formado parte del patrimonio del infante don Juan, rey de Navarra, a las que renunció para complacer a Diego, por su apoyo en el reino de Castilla, a cambio de que este le entregara la villa de Maderuelo (Segovia).  
Sin embargo, la firma de una nueva reconciliación de Juan II con los infantes de Aragón, en Toledo en septiembre de 1436, supuso la pérdida por parte de Diego de sus posesiones, que fueron embargadas por la Corona y los Reyes Católicos concederán el condado el 22 de abril de 1476 a Ruy de Mendoza y Arellano, lo que supuso su pérdida definitiva por parte de los Sandoval y Rojas.

## Historia de los condes de Castrojeriz
El título es concedido junto con la jurisdicción de otras trece villas (Saldaña, Osorno, Portillo, etc.) por Juan II el 11 de abril de 1426 a Diego Gómez de Sandoval y Rojas, quien había recibido también Lerma (Burgos) por Fernando de Antequera en 1412 y había adquirido Cea  en 1418 a Ramiro Núñez de Guzmán, siendo confirmada la venta por el rey al año siguiente. A estas villas, Diego sumará Gumiel del Mercado gracias a su matrimonio con Beatriz de Avellaneda. Su apoyo a Juan de Navarra también le permitió conseguir de Alfonso V de Aragón en 1431 tres villas valenciana: Denia, Ayora y Jávea. 
Sin embargo, la firma de la paz del rey castellano con su primo Juan de Navarra, infante de Aragón al que había apoyado Diego, en Toledo en septiembre de 1436, supuso a Diego la pérdida de sus posesiones, que fueron embargadas por la Corona, manteniendo únicamente en su poder las villas valencianas. Diego luchará por recuperar sus posesiones pero solo consigue recuperar Lerma antes de fallecer en 1455, por lo que será su hijo y sucesor, Fernando de Sandoval y Rojas, quien continúe la lucha por los señoríos de su padre interviniendo en los conflictos sucesorios que se suscitan durante el reinado de Enrique IV, apoyando a los Reyes Católicos. A pesar de que estos se comprometen a restituirle todo su patrimonio debido a sus servicios, no conseguirán recuperar el condado de Castro, pues los Reyes Católicos se lo habían concedido el 22 de abril de 1476 a Ruy Díaz de Mendoza, señor de Castrojeriz, mayordomo mayor de los reyes Juan II y Enrique IV de Castilla, alcalde del alcázar de Segovia. Para recompensarles por la pérdida del condado, conceden a los Sandoval y Rojas en 1484 las rentas reales de Lerma y Cea, la villa de Gumiel de Izán, ocho millones de maravedís y el título condal sobre su villa de Lerma, al que hay que sumar el marquesado de Denia en 1493. 
El nuevo titular, Ruy Díaz de Mendoza y Arellano, falleció en 1477, siendo sucedido por su hijo Álvaro de Mendoza, de quienes descienden los marqueses de Camarasa, siendo integrado el título por la casa ducal de Medinaceli que, actualmente, mantiene el título.

## Condes de Castrojeriz
|                                          | Titular                                                         | Periodo                      |
| Creación por Juan II en 1426             | Creación por Juan II en 1426                                    | Creación por Juan II en 1426 |
| Casa de Sandoval y Rojas                 | Casa de Sandoval y Rojas                                        | Casa de Sandoval y Rojas     |
| ---------------------------------------- | --------------------------------------------------------------- | ---------------------------- |
| I                                        | Diego Gómez de Sandoval y Rojas                                 | 1426–1436                    |
| Creación por los Reyes Católicos en 1476 |                                                                 |                              |
| Casa de Mendoza                          |                                                                 |                              |
| I                                        | Ruy Díaz de Mendoza y Arellano                                  | 1476-1477                    |
| II                                       | Álvaro de Mendoza y Guzmán                                      | 1477-¿?                      |
| III                                      | Rodrigo de Mendoza y de la Cerda                                | ¿?-¿?                        |
| IV                                       | Álvaro Gómez Manrique de Mendoza                                | (¿?-1547)                    |
| V                                        | Antonio Gómez Manrique de Mendoza                               | (1555-1597                   |
| VI                                       | Gómez Manrique de Mendoza y Tovar de Velasco                    | ¿?-1614                      |
| VII                                      | Isabel de Mendoza y Manrique                                    | ¿?-¿?                        |
| VIII                                     | Manuel de los Cobos y Luna                                      | 1640-1668                    |
| IX                                       | Baltasar Sarmiento de los Cobos y Portocarrero                  | 1668-1715                    |
| X                                        | Miguel Baltasar Sarmiento de los Cobos                          | 1715-1733                    |
| XI                                       | María Micaela Sarmiento de los Cobos y Palafox                  | 1733-1762                    |
| XII                                      | Leonor Sarmiento de los Cobos y Velasco                         | -1762-                       |
| XIII                                     | Isabel Rosa Sarmiento de los Cobos y Velasco                    | 1762-1773                    |
| XIV                                      | Baltasara Teresa Sarmiento de los Cobos y Velasco               | 1773-¿?                      |
| XV                                       | Domingo Francisco Gayoso de los Cobos                           | ¿?-1803                      |
| XVI                                      | Joaquín María Gayoso de los Cobos y Bermúdez de Castro          | 1803-1849                    |
| XVII                                     | Francisco de Borja Gayoso de los Cobos y Téllez-Girón           | 1849-1860                    |
| XVIII                                    | Jacobo Gayoso de los Cobos y Téllez-Girón                       | 1860-1871                    |
| XIX                                      | Francisca Gayoso de los Cobos y Sevilla                         | 1871-1926                    |
| XX                                       | Ignacio Fernández de Henestrosa y Gayoso de los Cobos           | 1926-1948                    |
| XXI                                      | Victoria Eugenia Fernández de Córdoba y Fernández de Henestrosa | 1956-2013                    |
| XXII                                     | Victoria von Hohenlohe-Langenburg                               | 2018-actual titular          |